# Barhocker

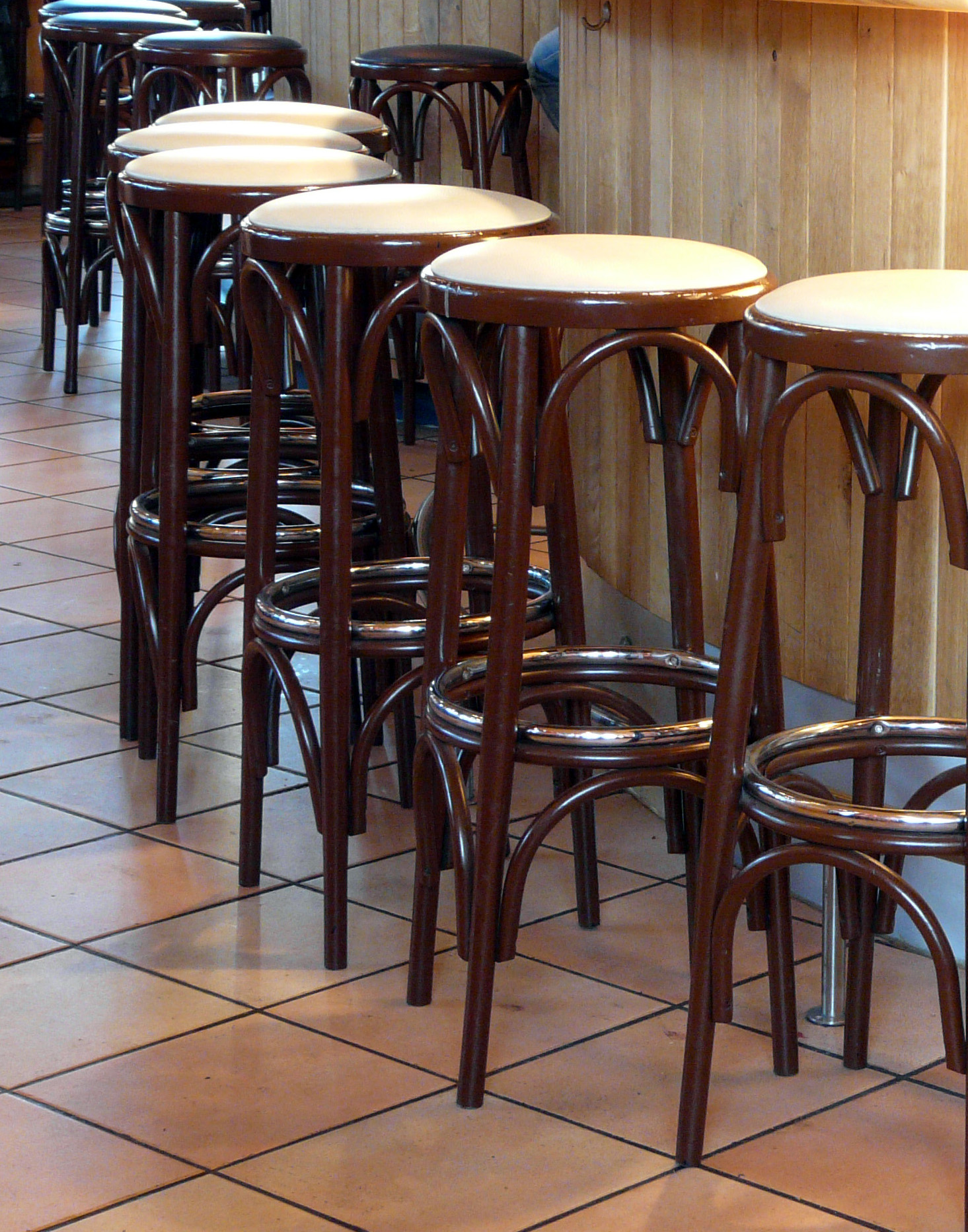
Barhocker aus Holz, ohne Arm- und Rückenlehnen

Ein Barhocker ist ein Sitzmöbelstück, das meistens als Schemel ohne Rückenlehne und mit Fußstütze zu finden ist. Durch seine hohe und schlanke Bauweise ist er zum Sitzen an einem Tresen oder einer Theke geeignet.
Es gibt unterschiedliche Konstruktionen, die häufig durch das Design beeinflusst sind. So werden Barhocker häufig aus Holz oder Metall (Stahlrohren) gefertigt. Es gibt Barhocker mit und ohne Armlehnen und Polster auf der Sitzfläche. Es gibt sie mit vier Beinen oder mit nur einer Fläche die mit dem Boden verbunden ist, auch gibt es sie mit Drehelementen, die ermöglichen, dass man sich drehen kann.